# Municipio Julio César Salas
El Municipio Julio César Salas es uno de los 23 municipios del Estado Mérida de Venezuela. Tiene una superficie de 202 km² y según estimaciones del INE su población para 2010 era de 17 937 habitantes. Su capital es la población de Arapuey. El municipio está dividido en dos parroquias, Arapuey y Palmira.
La agricultura es la principal actividad económica del municipio, en su mayoría los cultivos están orientados hacia la producción de café, cacao, frutales y hortalizas. Aunque también existe un sector ganadero significativo.

## Historia
Sus orígenes se remontan a 1915 cuando el área fue designada como aldea Arapuey, luego con la construcción de la Carretera Panamericana cobró importancia y se elevó a Municipio Foráneo con el nombre de Julio César Salas vinculado al antiguo Distrito Miranda (hoy Municipio Miranda), luego en 1988 se transforma en Municipio Autónomo Julio César Salas. El 15 de enero de 1992, mediante publicación en la Gaceta Oficial del Estado Mérida, la parroquia Palmira fue transferida administrativamente del municipio Miranda al municipio Julio César Salas, ajustando así los límites jurisdiccionales dentro del eje panamericano del estado.
Históricamente, la zona norte del municipio ha sido objeto de disputa limítrofe con el Estado Zulia, cuyo gobierno ha reclamado dicha franja como parte integral de su territorio. Esta situación ha generado controversias administrativas interregionales a lo largo del tiempo.
El municipio se encuentra ubicado en una región de alta importancia geoeconómica, caracterizada por su riqueza mineral y potencial extractivo, lo que ha contribuido a su posicionamiento como uno de los municipios de mayor proyección en el eje panamericano andino-occidental.

## Geografía
Es el municipio más septentrional del Estado Mérida. Se diferencian dos regiones, una planicie formada por su cercanía al Lago de Maracaibo y otra zona montañosa ubicada en Los Andes venezolanos, las elevaciones van desde los 80 m s. n. m. al norte hasta el sur que alcanza los 2000 metros de altitud en las faldas andinas. En la zona norte la vegetación es de tipo bosque tropical húmedo y en el resto del territorio la vegetación es de bosque húmedo premontano. Las temperaturas varían entre los 25 °C y los 32,5 °C, las precipitaciones promedio anual se ubican en 1000 mm. Los principales cursos de agua son los ríos Alguacil, Arapuey y el Quince.

## Parroquias
1. Parroquia Arapuey (Arapuey)
2. Parroquia Palmira (San José de Palmira)

## Política y gobierno

### Alcaldes
| Período     | Alcalde                | Partido político / Alianza | % de votos | Notas |
| ----------- | ---------------------- | -------------------------- | ---------- | --- |
| 1989 - 1992 | César Augusto Escalona |                            | 53,45      | Primer alcalde bajo elecciones directas |
| 1992 - 1995 | César Augusto Escalona |                            | 56,96      | Reelecto |
| 1995 - 2000 | Antonio Vielma         |                            | -          | Segundo alcalde bajo elecciones directas (se realizaron elecciones generales adelantadas en el 2000 debido a la aprobación de la Constitución de 1999) |
| 2000 - 2004 | Antonio Vielma         |                            | 51,78      | Reelecto |
| 2004 - 2008 | Silvio Torres          |                            | 50,34      | Tercer alcalde bajo elecciones directas |
| 2008 - 2013 | Silvio Torres          |                            | 51,18      | Reelecto (se postergan 1 año las elecciones municipales pautadas para finales del 2012)                                                                |
| 2013 - 2017 | Silvio Torres          |                            | 50,73      | Reelecto |
| 2017 - 2021 | Silvio Torres          |                            | 47,98      | Reelecto |
| 2021 - 2025 | Gregorio Peña          |                            | 53,03      | Cuarto alcalde bajo elecciones directas |

### Concejo municipal
Período 1989 - 1992
| Concejales:              | Partido político / Alianza |
| ------------------------ | -------------------------- |
| Emira Matheus de Viloria | COPEI                      |
| Sixto Leal Guerra        | COPEI                      |
| Ramón Mejía Balza        | COPEI                      |
| José Reinaldo Fernández  | AD                         |
| Julio Bastidas           | AD                         |

Período 1992 - 1995
| Concejales:              | Partido político / Alianza |
| ------------------------ | -------------------------- |
| Emira Matheus de Viloria | COPEI                      |
| José E. Rivas Rivas      | COPEI                      |
| Ramón Mejía Balsa        | COPEI                      |
| Julio Bastidas           | AD                         |
| Oswaldo Fernández        | AD                         |

Período 1995 - 2000
| Concejales:        | Partido político / Alianza |
| ------------------ | -------------------------- |
| Wilfredo Cardenas  | COPEI                      |
| Aura de Manzanilla | COPEI                      |
| Omar Rivas         | COPEI                      |
| Pedro Trejo        | AD                         |
| Candido Mendoza    | AD                         |

Período 2000 - 2005
| Concejales:     | Partido político / Alianza |
| --------------- | -------------------------- |
| Noris Bracho    | AD                         |
| Candido Mendoza | AD                         |
| Gregorio Peña   | AD                         |
| Pedro Carrillo  | MVR                        |
| Yolanda Perez   | MVR                        |

Período 2005 - 2013
| Concejales:     | Partido político / Alianza |
| --------------- | -------------------------- |
| Ramon Bergara   | MVR                        |
| Noel Guerrero   | MVR                        |
| Irene de Finol  | MVR                        |
| Alfonzo Briceño | MVR                        |
| Wilmer Arroyo   | MVR                        |

Período 2013 - 2018:
| Concejales     | Partido político / Alianza |
| -------------- | -------------------------- |
| Juan Rojas     | PSUV                       |
| Nelson Urbina  | PSUV                       |
| Wilmer Arroyo  | PSUV                       |
| Noel Mendoza   | PSUV                       |
| Eladio Ramírez | PSUV                       |
| Gregorio Peña  | MUD                        |
| Nuilmer Vielma | MUD                        |

Período 2018 - 2021
| Concejales     | Partido político / Alianza |
| -------------- | -------------------------- |
| Juan Rojas     | PSUV                       |
| Maria Araujo   | PSUV                       |
| Miletzy García | PSUV                       |
| Argenis Díaz   | PSUV                       |
| Ramon Vergara  | PSUV                       |
| Eladio Ramírez | PSUV                       |
| Carolina Rivas | PSUV                       |

Período 2021 - 2025
| Concejales      | Partido político / Alianza |
| --------------- | -------------------------- |
| Antonio Rangel  | AD                         |
| Yoselyn Romero  | AD                         |
| Nestor Sierra   | AD                         |
| Jose Parra      | AD                         |
| Anyeli González | AD                         |
| Luis Gil        | PSUV                       |
| Ramona Marín    | PSUV                       |